# Porphyrinia pernivea
Porphyrinia pernivea là một loài bướm đêm trong họ Noctuidae.